# Sauris bigriseata
Sauris bigriseata är en fjärilsart som beskrevs av W. Warren 1907. Sauris bigriseata ingår i släktet Sauris och familjen mätare. Inga underarter finns listade.